# Juli Pla i Buscall
Juli Pla i Buscall (Malgrat de Mar, 25 de març de 1920 - Malgrat de Mar, 22 de setembre de 1992) fou un futbolista català de la dècada de 1940.

## Trajectòria
Formà part del FC Barcelona la temporada 1937-38, en la qual disputà i guanyà la lliga catalana. Durant la dècada de 1940 fou jugador de la UE Sant Andreu i del CE Mataró, colors que defensà durant sis temporades. Durant la dècada de 1940 fou jugador de la UE Sant Andreu i del CE Mataró, colors que defensà durant sis temporades. Acabà la seva carrera al CF Arenys de Mar i al CE Malgrat.